# Masacre de Socos
La masacre de Socos, o masacre de Soccos, ocurrió el 13 de noviembre de 1983, cuando un grupo de la Guardia Civil del Perú en estado de ebriedad, liderados por el teniente Luis Alberto Dávila Reátegui, asesinó a 32 personas de la localidad de Socos, perteneciente al departamento de Ayacucho, durante la época del terrorismo en Perú.

## Antecedentes
Con motivo de elecciones municipales celebradas en 1983, el 27 de agosto de dicho año se instaló en Soccos un destacamento de la Guardia Civil al mando del teniente Luis Dávila Reátegui. Las elecciones, donde ganó el candidato de Acción Popular, estaba fechada para el 13 de noviembre, desarrollándose con normalidad.

## Hechos
El 13 de noviembre, por la noche, en la casa de Alejandro Zamora Cárdenas, se celebraba la pedida de mano de la hija de Zamora, Maximiliana de 14 años, por parte de Adilberto Quispe Janampa. Los asistentes a la fiesta celebraban consumiendo alimentos y bebidas. Con anterioridad, el teniente gobernador de Soccos había pedido la autorización a la Guardia Civil para la realización de aquel acto, autorización que fue aceptada. La casa de Zamora se encontraba a 200 metros de la dependencia de la Guardia Civil.
En el transcurso de la celebración, el teniente gobernador dijo, alcoholizado y en quechua: "Estos sinchis son unos ladrones, ayer se han comido una res de la comunidad. Son abusivos, un día los botaremos...". Los sinchis, que también estaban alcoholizados, solicitaron a Mario Jeri Gavilán, que tradujera lo dicho por el teniente gobernador. Tras esto, un grupo de miembros de la Guardia Civil ingresaron a la vivienda con rostros cubiertos y portando armas. Los efectivos conminaron a los pobladores que regresaran a sus casas, pero estos estaban alcoholizados. Saturnina Sulca Noa, esposa del gobernador, les increpó su conducta y los acusó de realizar actos contra la población. Entonces, los sinchis solicitaron los documentos, a la par que realizaron disparos al aire. Luego, ordenaron salir a los invitados a la calle. Al estar en la calle, se les ordenó a los pobladores a caminar hacia la Quebrada de Balcón. Antes de llegar a la quebrada, se detuvieron en Allpa Mayo donde separaron a las mujeres jóvenes y abusaron sexualmente de ellas. Al llegar a la quebrada, los pobladores, incluido niños, fueron asesinados con ráfagas de metralleta. Luego, agruparon los cadáveres y detonaron granadas para que los cuerpos quedaran cubiertos por la tierra. Los guardias civiles declararon que habían escuchado consignas senderistas durante la fiesta por lo cual detuvieron a los congregados.
La única testigo de la masacre (María Cárdenas) pudo salvarse porque pasó desapercibida al caer en un pozo. Tras salir de su escondite, relató lo que había ocurrido. Al escuchar lo acontecido, Victoria Cueto y Vicente Quispe Flores, organizaron a la población y se apersonaron a la policía a denunciar el hecho. Posteriormente Cueto y Quispe fueron asesinados. El crimen fue atribuido a un comando de Sendero Luminoso, debido a que luego del crimen gritaron consignas senderistas. Con la investigación posterior se determinó que los sinchis resultaron ser infiltrados terroristas.

## Proceso judicial
El 8 de febrero de 1984 fue abierto el proceso penal por el Primer Juzgado de Huamanga por homicidio calificado y tentativa de homicidio, y el 15 de julio de 1986 fue dictada la sentencia condenatoria contra once encausados, entre ellos seis sinchis, por el asesinato de los 32 habitantes de Socos y por tentativa de homicidio, mientras que 15 acusados fueron absueltos. Los encausados fueron condenados a penas de cárcel entre 10 y 25 años, pero el primero salió el 1 de diciembre de 1988, el último el 17 de junio de 1991, con libertad condicional. El teniente de la Guardia Civil Luis Alberto Dávila Reátegui, condenado a no menos de 25 años, salió por semilibertad el 5 de abril de 1991.

## En la cultura popular
El director peruano Francisco Lombardi basó su película de 1988 La boca del lobo en esta masacre.